# Hošťalovice
Hošťalovice település Csehországban, a Chrudimi járásban. Hošťalovice Míčov-Sušice, Podhořany u Ronova, Holotín, Načešice, Bukovina u Přelouče, Vyžice és Lipovec településekkel határos. Lakosainak száma 142 fő (2024. január 1.).

## Népesség
A település lakosságának változását az alábbi diagram mutatja:
| Lakosok száma | 219  | 258  | 323  | 257  | 195  | 134  | 136  | 143  | 146  | 142  |
|               | 1869 | 1890 | 1921 | 1950 | 1980 | 2001 | 2017 | 2019 | 2022 | 2024 |